# Villa Dolores
Villa Dolores é um município da província de Córdova, na Argentina.